# Valeri Zalujnîi
Valeri Fedorovîci Zalujnîi (în ucraineană Валерій Федорович Залужний; n. 8 iulie 1973, Novohrad-Volînskîi, RSS Ucraineană, URSS) este un general ucrainean, fost comandant șef al Forțelor Armate ale Ucrainei (27 iulie 2021 – 8 februarie 2024) și membru al Consiliului Național de Securitate și Apărare al Ucrainei în aceeași perioadă.
Comandant al Comandamentului Operațional Nord (2019–2021), Șef al Statului Major Operațional Comun al Forțelor Armate ale Ucrainei — Prim-adjunct al Comandantului Forțelor Comunale (2018), Șef de Stat Major — Prim-adjunct al Comandantului Operațional Vest (2017). Comandant al Brigăzii 51 Gardă Mecanizată (2009–2012).

## Biografie
În 1989, a absolvit școala orașului nr. 9, a intrat în Școala Tehnică de Construcții de Mașini Novograd-Volîn, în care a absolvit în 1993 cu onoare.
Mai târziu a intrat în facultatea militară generală a Institutului Forțelor Terestre din Odesa. În 1997 a absolvit cu onoare institut, după care a trecut toate etapele stagiului militar: comandant de pluton, comandant de pluton de instrucție, comandant de pluton de luptă, comandant de companie de instrucție, comandant de companie de cadeți, comandant de batalion.
În 2005 a intrat la Academia Națională de Apărare a Ucrainei. În 2007 a absolvit cu o medalie de aur, a fost numit șef de stat major și prim-adjunct al comandantului Brigăzii 24 Mecanizate Separate din Iavoriv, regiunea Liov. El a servit cu succes în această funcție timp de doi ani și jumătate.
Prin decizia șefului Statului Major General al Forțelor Armate ale Ucrainei din 13 octombrie 2009, a fost numit comandantul celei de-a 51-a brigăzi mecanizate separate. El a comandat-o până în 2012.
În 2014 a absolvit Universitatea Națională de Apărare Ivan Cerneahovskîi din Ucraina. În calitate de cel mai bun absolvent al nivelului operațional și strategic de pregătire, a fost distins cu Sabia de tranziție a Reginei Marii Britanii.
Pentru 2017 - Șef de Stat Major — Prim-adjunct al comandantului Comandamentului Operațional Vest.
Pentru 2018 - Șeful Statului Major Operațional Comun al Forțelor Armate ale Ucrainei - Prim-adjunct al Comandantului Forțelor Mixte.
La 9 decembrie 2019 a fost numit comandant al Comandamentului Operațional Nord.
În decembrie 2020, a absolvit Academia Națională Ostroh, cu un master în Relații Internaționale.
La 27 iulie 2021, președintele Ucrainei Volodîmîr Zelenski l-a numit pe Zalujnîi comandant șef al Forțelor Armate ale Ucrainei.   El l-a înlocuit pe Ruslan Khomchak în această funcție.  A doua zi a fost numit membru al Consiliului Național de Securitate și Apărare al Ucrainei.
Este numit unul dintre cei mai deschiși generali la minte, care înțelege problemele soldaților și ofițerilor subalterni.  În calitate de reprezentant al ofițerilor superiori ucraineni și participant la ostilitățile din Donbass, care nu a servit în URSS, el are o atitudine pozitivă față de reînnoirea personalului de către tineri și îndepărtarea de la practicile sovietice. Unul dintre primii pași ai săi în funcție a fost acela de a permite militarilor de pe front să deschidă focul ca răspuns la ocupanți fără acordul conducerii de vârf și de a elimina necesitatea ca militarii să completeze documente inutile.
În ceea ce privește prioritățile sale în calitate de comandant șef, Zalujnîi a spus: „Cursul general al reformei forțelor armate ale Ucrainei în conformitate cu principiile și standardele NATO rămâne ireversibil. Iar cheia aici sunt principiile. Schimbările trebuie să aibă loc în primul rând în viziunea asupra lumii și atitudinea față de oameni. Aș vrea să-ți întorci fața către oameni, către subalterni. Atitudinea mea față de oameni nu s-a schimbat pe parcursul serviciului meu.”
La 2 noiembrie 2021, Zalujnîi l-a numit consilier pe Dmîtro Iaroș, fostul lider al sectorului de dreapta; cu toate acestea, Ukrainska Pravda relata că Iaroș a fost demis din această funcție în decembrie 2021, când postul (militar) de consilier public a fost lichidat.
Pe 5 martie 2022, în plină invazie rusă a Ucrainei, generalul locotenent Zalujnîi a fost ridicat la gradul de general de către președintele Zelenski, cel mai înalt grad posibil în Forțele Armate ale Ucrainei.

## Grade militare
- general-maior (23 august 2017);[7]
- general-locotenent (24 august 2021);
- general (5 martie 2022);[21]